# Genes Hox
Los genes Hox son un grupo de genes selectores homeóticos, que a su vez conforman un subconjunto de la familia de genes homeobox y son uno de los conjuntos de genes más implicados en el desarrollo embrionario. Los genes Hox actúan en el control maestro del desarrollo del eje anteroposterior de varios organismos multicelulares, que incluyen gran variedad de taxas animales y a la mayoría de los tunicados y, aunque existen otros genes parecidos en plantas, no se ha demostrado homología. Los factores de transcripción expresados por el conjunto de genes Hox, se encargan de la regulación de la morfogénesis y diferenciación celular durante el desarrollo embrionario temprano y, aunque el patrón de expresión conlleva ajustes complejos conforme el desarrollo va progresando, en cada célula el complejo Hox actúa como un sello o marca de registro permanente de la posición anteroposterior que ocupa la célula en el embrión. De esta forma, las células de cada región o segmento están equipadas con un valor posicional a lo largo del eje anteroposterior del cuerpo

## Características

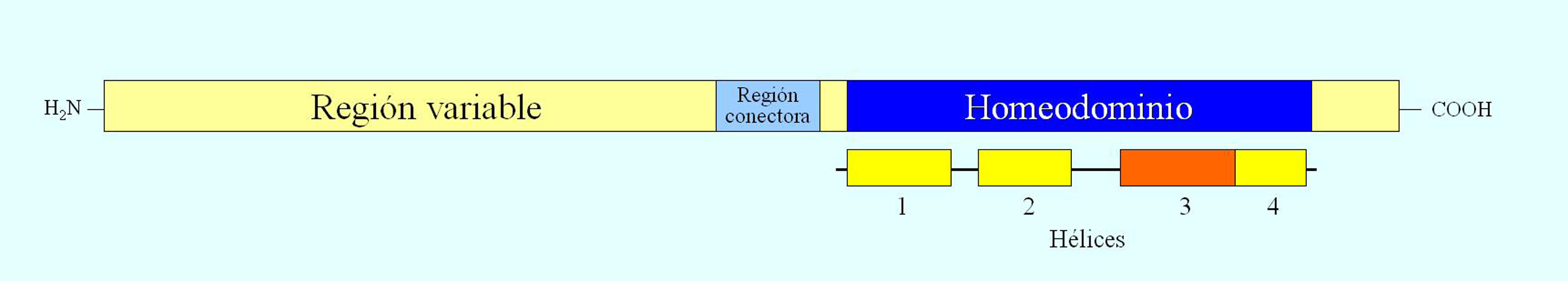
Figura 1. Estructura de una proteína con homeodominio

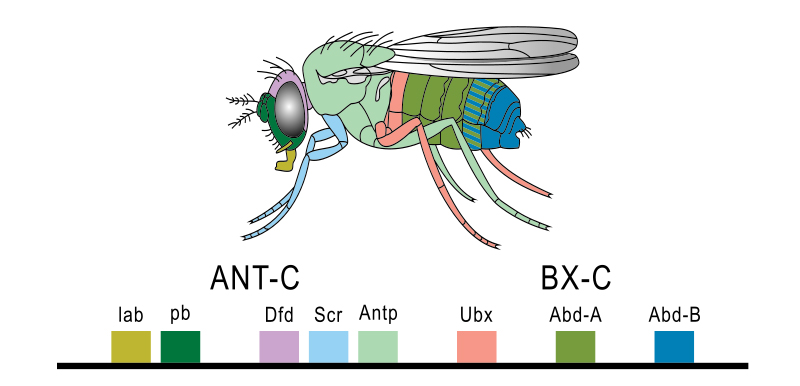
Figura 2. Posición de los genes Hox a lo largo del cromosoma y la correspondiente zona del cuerpo de Drosophila melanogaster en donde se expresan.

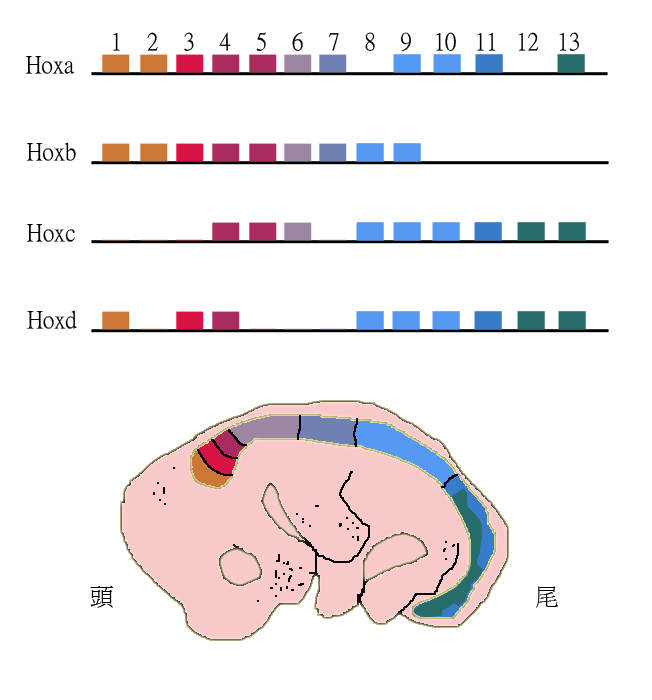
Figura 3. Expresión de los genes HOX a lo largo del eje anteroposterior en ratones.

Todos los genes Hox cuyas funciones son conocidas, codifican para un gran número de factores transcripcionales que contienen un dominio (de aproximadamente 60 aminoácidos) de unión al ADN muy conservado, denominado homeodominio (las proteínas que contienen estos dominios se conocen como homeoproteínas) (Figura 1). El segmento correspondiente de la secuencia del ADN se denomina homeobox (de aproximadamente 180 pb), del cual, por abreviatura, surge el nombre de complejo Hox. La mayoría de los genes Hox están conformados por dos exones y, en el exón 2 es en donde habitualmente se localiza la secuencia homeobox. Otra de las características principales de los genes Hox es que alguna alteración en su expresión produce mutaciones homeóticas, es decir, mutaciones que transforman partes del cuerpo en estructuras típicas de otras posiciones. Otra característica distintiva de este complejo de genes es su patrón de expresión secuencial. Este patrón de expresión es extremadamente regular. La secuencia en la que están ordenados los genes en el (los) cromosoma(s), corresponde casi exactamente al orden en el que se expresan a lo largo del eje anteroposterior del cuerpo (Figura 2). Esto sugiere que los genes se activan en serie por algún proceso que es gradual (en duración o intensidad) a lo largo del eje del cuerpo, y cuya acción se extiende gradualmente a lo largo de los cromosomas. Generalmente, domina la expresión del gen situado más “posteriormente”, que inhibe la expresión de los genes “anteriores” activados previamente. Asimismo, este patrón de expresión secuencial, es producto de la agrupación ordenada de los genes Hox a lo largo del cromosoma, lo cual, es otra característica distintiva de este complejo de genes, ya que existe una cantidad considerable de genes que presentan homeobox, pero que, sin embargo, no se encuentran agrupados como los genes del complejo Hox, sino que se encuentran dispersos por todo el genoma. Aunque cabe señalar, que algunos de estos genes ejercen efectos similares a los producidos por algunos de los genes del complejo Hox.
En el caso de vertebrados y en muchos otros organismos (como Drosophila melanogaster, el organismo donde originariamente se identificaron estos genes), el desarrollo del eje anteroposterior conlleva la expresión de complejos (o clusters) de genes homeóticos (cuatro en ratón, Hox a, b, c y d), determinantes para la especificación de la identidad posicional (la identidad de los distintos segmentos u órganos del cuerpo) a lo largo del eje. A modo de ejemplo, los patrones de expresión de determinados genes Hox en vertebrados establece el tipo de vértebra formada, con características anatómicas bien definidas según su localización en el eje anteroposterior (Figura 3).

## Descubrimiento

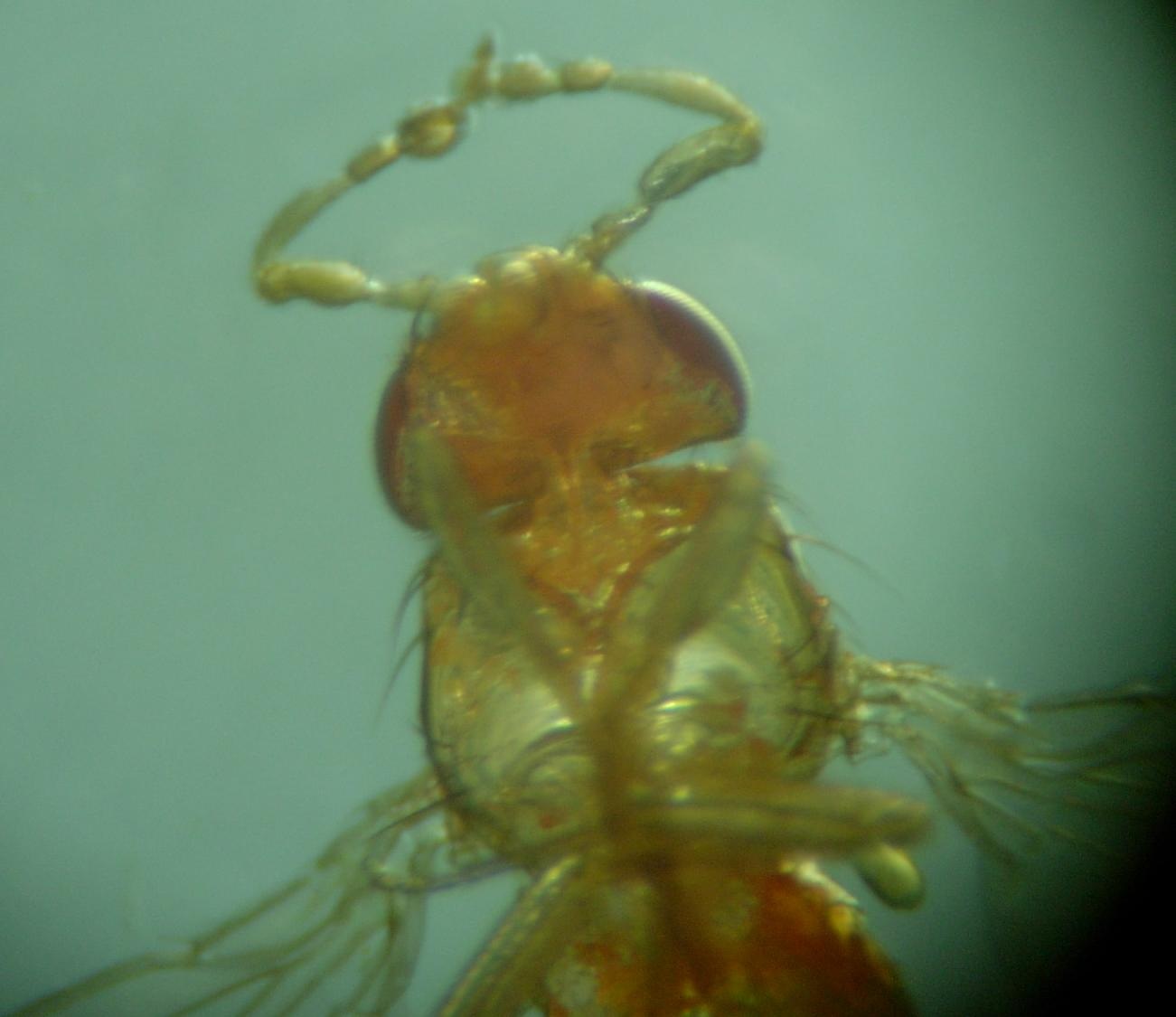
Figura 4. Mutante Antennapedia de Drosophila melanogaster

El homeodominio es un motivo de unión al ADN, el nombre de este motivo deriva de un término anterior, la homeosis, dicho término fue acuñado en 1894 por William Bateson para referirse a las variaciones naturales donde ciertas partes del cuerpo muestran características de otras regiones. Tiempo después, este término es recuperado por Calvin Bridges para referirse a las mutaciones homeóticas, en las que la identidad de una parte del organismo es convertida en otra. Estas anomalías fueron descubiertas por Bridges (1923) en mutantes espontáneos de la mosca de la fruta Drosophila melanogaster, en las que encontró que poseían segmentos del cuerpo duplicados, como dos pares de alas en vez de uno. Este fenotipo fue bautizado como bithorax. Cerca de 55 años después, Edward Lewis aisló y caracterizó el gen responsable del fenotipo bithorax, asignándole el mismo nombre. Poco tiempo después, se encontraron otras mutaciones homeóticas asociadas a los genes Hox, por ejemplo, en el mutante antennapedia en el lugar donde deberían encontrarse las antenas surgen un par de patas perfectamente desarrolladas (Figura 4), luego se demostró que está mutación también estaba relacionada con un gen del complejo Hox. A partir de estos descubrimientos, se han logrado aislar e identificar muchas más proteínas con homeodominios, sin embargo, es importante señalar que no todas ellas se encuentran relacionadas con mutaciones homeóticas.

## Tipos de genes Hox
No existe una división «natural» en estos pero por conveniencia y debido a que tiene gran importancia la agrupación de estos se han clasificado en las dos categorías siguientes:

### Genes Hoxsensu estricto
También conocidos como «clustered Hox genes» y como su nombre lo indica son los que espacialmente se encuentran ubicados dentro de algunos de los clusters característicos.

### Genes Hoxsensu lato
También conocidos como «non clustered Hox genes», siendo estos el resto de genes con homeodominio que no se encuentran dentro de los clusters sin embargo cumplen funciones muy similares a los sensu estricto.

## Origen, evolución y diversificación

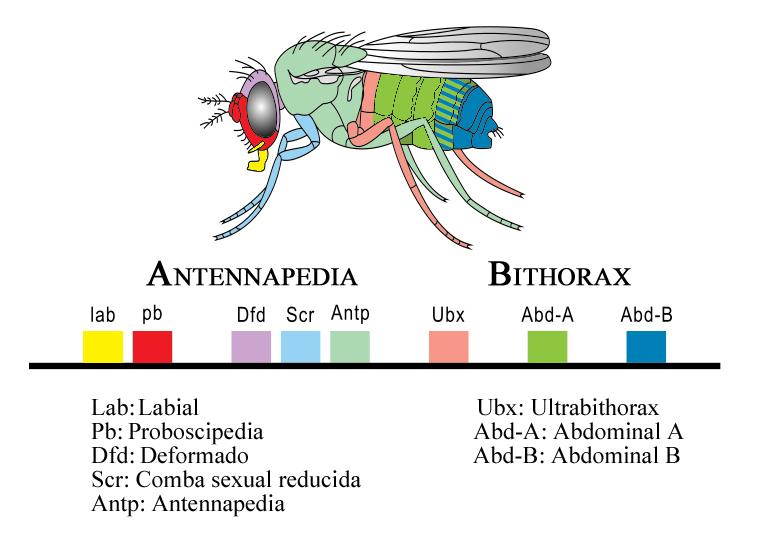
Figura 6. Complejo Hox de Drosophila melanogaster

Existen evidencias que indican la formación de los complejos de genes Hox en vertebrados a partir de un único clúster ancestral, probablemente como consecuencia de duplicaciones génicas y posterior divergencia, lo cual dio lugar a posibles nuevas aplicaciones del material genómico replicado, y esto pudo haber causado la creación de algunas estructuras complejas. Los genes homeobox están presentes en los genomas de todos los animales que hasta ahora han sido mapeados, así como en los genomas de plantas y hongos, lo que indica que sus orígenes son antiguos y preceden a la divergencia de estos reinos.
Poco tiempo después del origen de los animales, un hipotético gen homeobox primordial, el cual se ha sugerido surgió hace aproximadamente 1000 millones de años, se duplicó y agrupó, y así formó un “complejo” proto-Hox de dos genes, el cual aún está presente en algunos cnidarios como las hidras. No obstante, en las esponjas los genes homeobox no se encuentran agrupados, lo que sugiere que esta duplicación y agrupación se produjo después de la divergencia de los parazoos (Figura 5).
Tras el surgimiento del primer complejo Hox, estos genes han acompañado y, posiblemente moldeado, la evolución de los metazoos. Así, el control del eje anteroposterior en casi todos los grupos de animales conocidos ha sido orquestado por los complejos Hox característicos de cada grupo. El número de genes que conforman los complejos de cada grupo pueden variar, sin embargo, todos ellos presentan una relación homóloga con los genes de los demás grupos.
Actualmente, se conoce el número de genes que conforman el complejo Hox de varias especies de animales, por ejemplo, se sabe que las moscas Drosophilas poseen 8 genes en su complejo Hox (Figura 6), y otros grupos de artrópodos como quelicerados y miriápodos poseen 10 genes en su complejo Hox. En algunos grupos provenientes del linaje de los vertebrados sarcopterigios, tanto el número de genes así como el número de complejos en los que se encuentran distribuidos es variable, por ejemplo, en mamíferos placentarios (como humanos y ratones), al igual que en tortugas, aves, salamandras, cocodrilos, lagartijas y serpientes, se han identificado 39 genes Hox distribuidos en 4 complejos; en marsupiales (comadreja) y monotremas (ornitorrinco) se cree que el número de genes Hox podría ser el mismo que en mamíferos placentarios, sin embargo, aún no se ha llegado a una conclusión definitiva; en ranas se han identificado 38 genes y en algunos peces pulmonados como Protopterus annectens, se han identificado 42 genes. Esta información se resume en la siguiente tabla.
| Linaje           | Especie                  | Número de genes Hox |
| Placentarios     | Mus musculus             | 39 genes            |
| Marsupiales      | Monodelphis domestica    | 39 genes?           |
| Monotremas       | Ornithorhynchus anatinus | 39 genes?           |
| Aves             | Gallus gallus            | 39 genes            |
| Cocodrilos       | Crocodylus siamensis     | 39 genes            |
| Tortugas         | Pelodiscus sinensis      | 39 genes            |
| Serpientes       | Naja atra                | 39 genes            |
| Lagartijas       | Anolis carolinensis      | 40 genes            |
| Ranas            | Xenopus tropicalis       | 38 genes            |
| Salamandras      | Batrachuperus tibetanus  | 39 genes            |
| Cecílidos        | Ichthyophis bannanicus   | 39 genes            |
| Peces pulmonados | Protopterus annectens    | 42 genes            |
| Celacantos       | Latimeria menadoensis    | 42 genes            |

## Mecanismos de evolución
La historia evolutiva del complejo Hox es bastante extensa y conecta a un gran número de especies, en este sentido, es posible suponer que cambios en este complejo han sido fundamentales en la evolución de los animales. Determinar los mecanismos implicados en la evolución del complejo Hox, es un componente central para la comprensión de la evolución animal. Probablemente, cuatro mecanismos principales sean los que gobiernen la evolución de este grupo de genes: (1) cambios en la expresión de los genes Hox, por ejemplo causados por una alteración en la secuencia reguladora de los mismos genes Hox, (2) cambios en la regulación de los genes blanco de Hox sin cambios en la expresión de los genes Hox, por ejemplo debidos a un cambio en la secuencia de un gen que antes no era blanco de Hox y tras el cambio se convierte en un blanco de este, (3) cambios en la función de las proteínas Hox a través de cambios en las secuencias codificantes de dichas proteínas, y (4) cambios en la regulación postranscripcional de los genes Hox, los cuales alteran la función de las proteínas codificadas por estos genes. Así, estos cuatro mecanismos, podrían ayudar a explicar la aparición de novedades evolutivas como alas, cuernos, extremidades, mandíbulas, etc., en distintos grupos de animales.